# Sarrameanaceae
Die Sarrameanaceae stellen die einzige Familie der Ordnung der Sarrameanales innerhalb der Schlauchpilze (Ascomycota). Sie sind Flechten.

## Merkmale
Alle Arten der Sarrameanaceae besitzen einen krustenförmigen Thallus. Als Fruchtkörper werden Apothecien gebildet, die aufsitzen, mit einem algenlosen, schwarzem Rand (biatorin). Das Excipulum und das Hymenium sind verstreut (inspers). Die Schläuche (Asci) besitzen einen mit Iod anfärbbaren (amyloiden) Hauptkörper, der etwas mit Gallerte umgeben ist. Sie haben immer acht Sporen. Die Paraphysen sind unverzweigt. Die Sporen selber sind durchscheinend, einzellig und an beiden Enden zugespitzt. Sie liegen schraubig angeordnet im Ascus. In der Nebenfruchtform werden Pyknidien gebildet mit einfachen Sporenträgern (Conidiophor). Die Pyknosporenbildung erfolgt akrogen. Die Pyknosporen sind stäbchenförmig und an beiden Enden zugespitzt.

## Lebensweise und Verbreitung
Die Sarrameanaceae sind Flechten mit kugeligen Grünalgen aus der Ordnung der Chlorococcales als Algenpartner.

## Systematik und Taxonomie
Die Familie der Sarrameanaceae wurde 1984 von Joseph Hafellner gültig erstbeschrieben. Die Familie enthält auch die Arten der früheren Familie Loxosporaceae. Die Ordnung der Sarrameanales wurde 2011 von Brendan P. Hodkinson und James Colin Lendemer beschrieben.
Zur Familie gehören folgende zwei Gattungen:
- Loxospora mit 14 Arten
- Sarrameana mit einer Art